# St. Johannes der Täufer (Bruckbach)

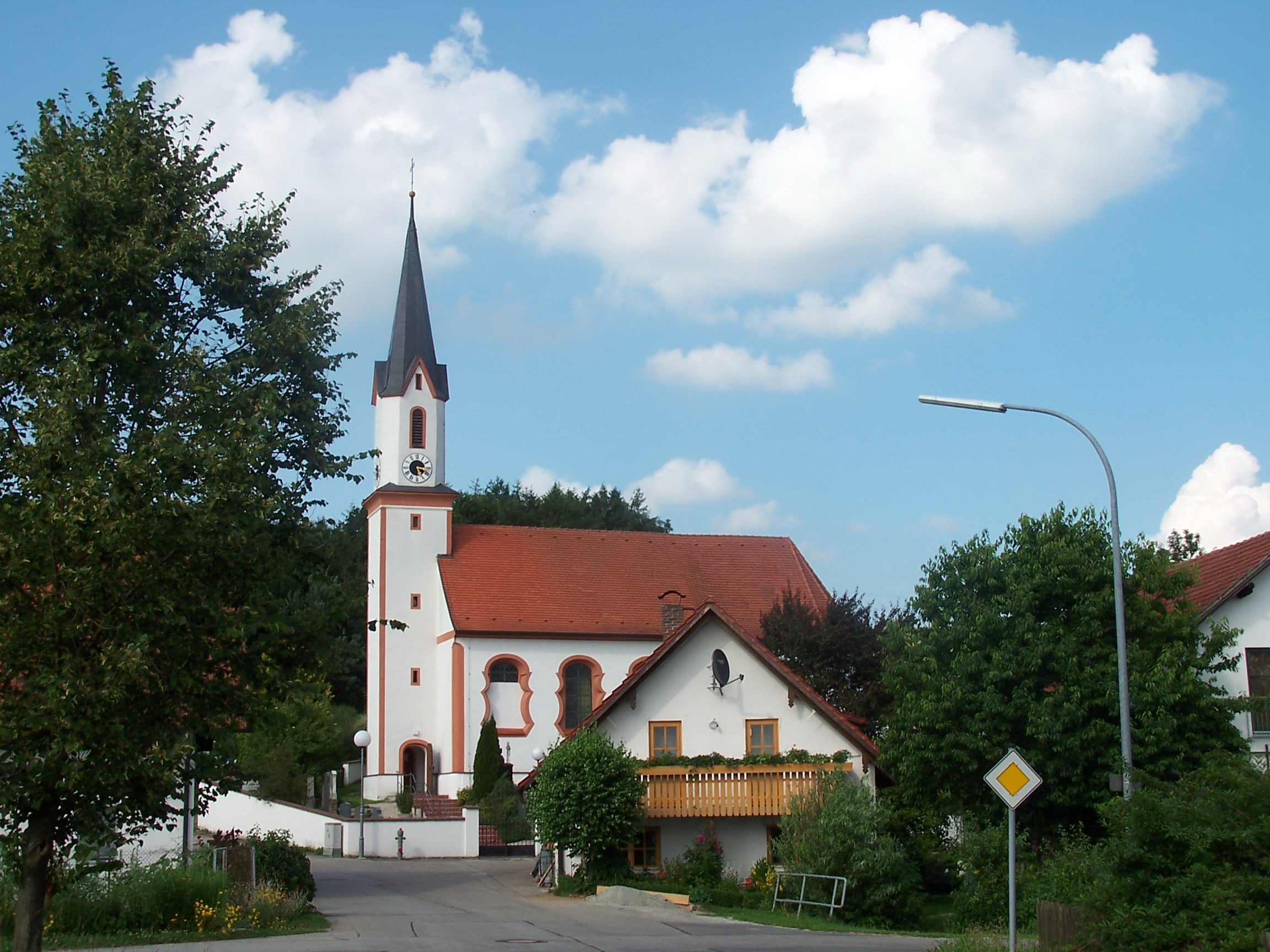
St. Johannes der Täufer in Bruckbach

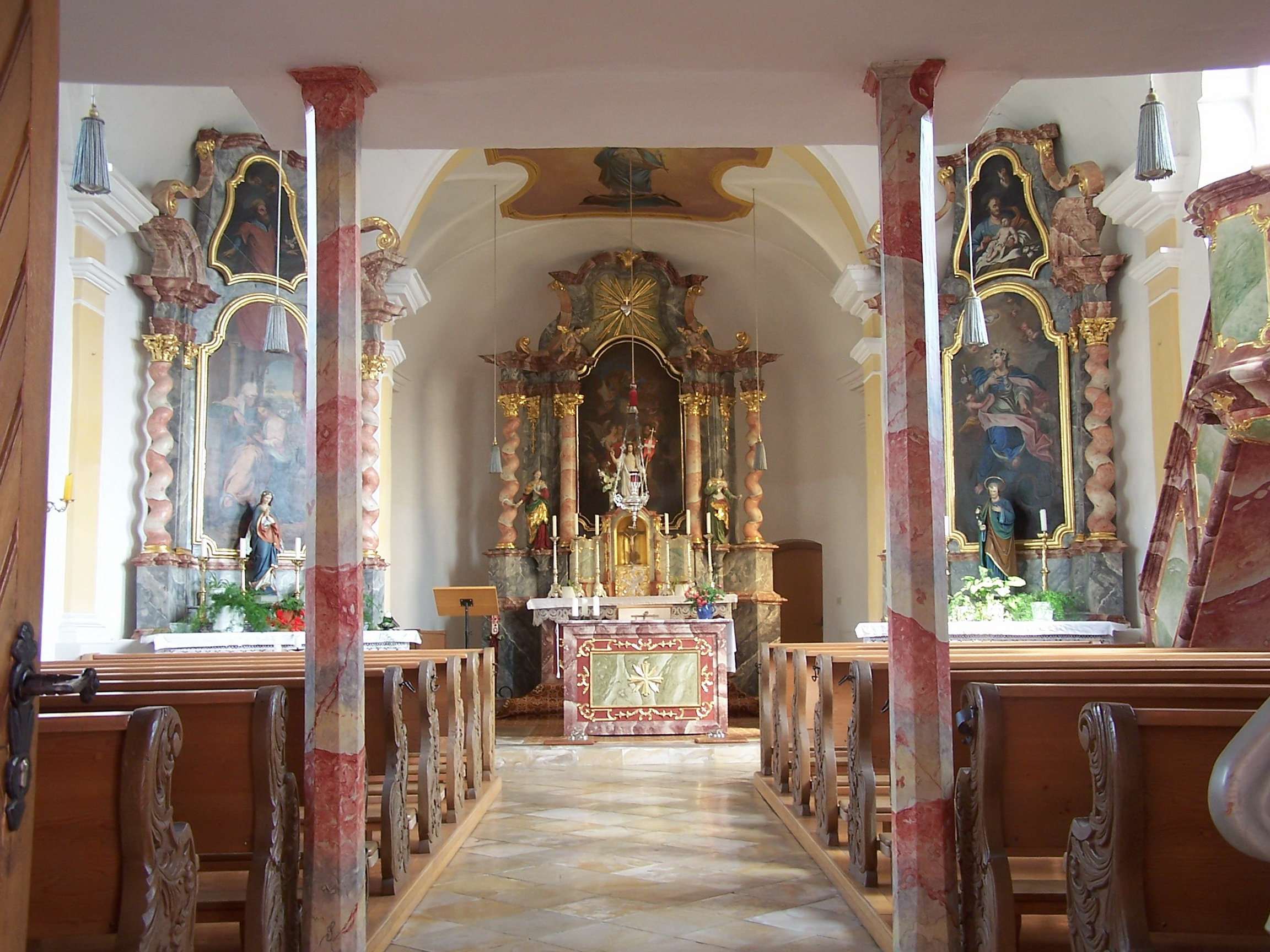
Innenraum

Die römisch-katholische Filialkirche St. Johannes der Täufer steht in Bruckbach, einem Gemeindeteil der Marktgemeinde Essenbach im niederbayerischen Landkreis Landshut. Sie ist in der Bayerischen Denkmalliste unter der Nr. D-2-74-128-15 eingetragen.
Die Kirche gehört als Filiale zur Pfarrei Mariä Himmelfahrt (Essenbach), diese bildet mit St. Dionysius (Mettenbach) und Mater Dolorosa (Mirskofen) die katholische Pfarreiengemeinschaft Essenbach im Dekanat Landshut des Bistums Regensburg.

## Beschreibung
Die barocke Saalkirche wurde in der Mitte des 18. Jahrhunderts errichtet. Sie besteht aus dem Langhaus, dem eingezogenen, halbrund geschlossenen Chor im Osten und der halbrund geschlossenen Sakristei an der Stirnseite des Chors. Im Erdgeschoss des Kirchturms auf quadratischem Grundriss im Westen befindet sich der Eingang. Das achteckige, mit einem spitzen Helm bedeckte Obergeschoss des Turms enthält die Turmuhr und den Glockenstuhl mit drei Glocken. 
Die Fenster im Langhaus sind in Form von Kontrabässen gestaltet. Ein Fresko im Langhaus mit der Darstellung des heiligen Sebastian wurde 1756 gestiftet. 
Der Hochaltar wurde 1751 aufgestellt. In der Mitte des Altarretabels ist zwischen je zwei Säulen in einem Gemälde die Taufe Jesu dargestellt. Seitlich zwischen den Säulenpaaren steht links eine Statue der heiligen Notburga von Rattenberg und rechts eine der heiligen Apollonia von Alexandria.

## Orgel

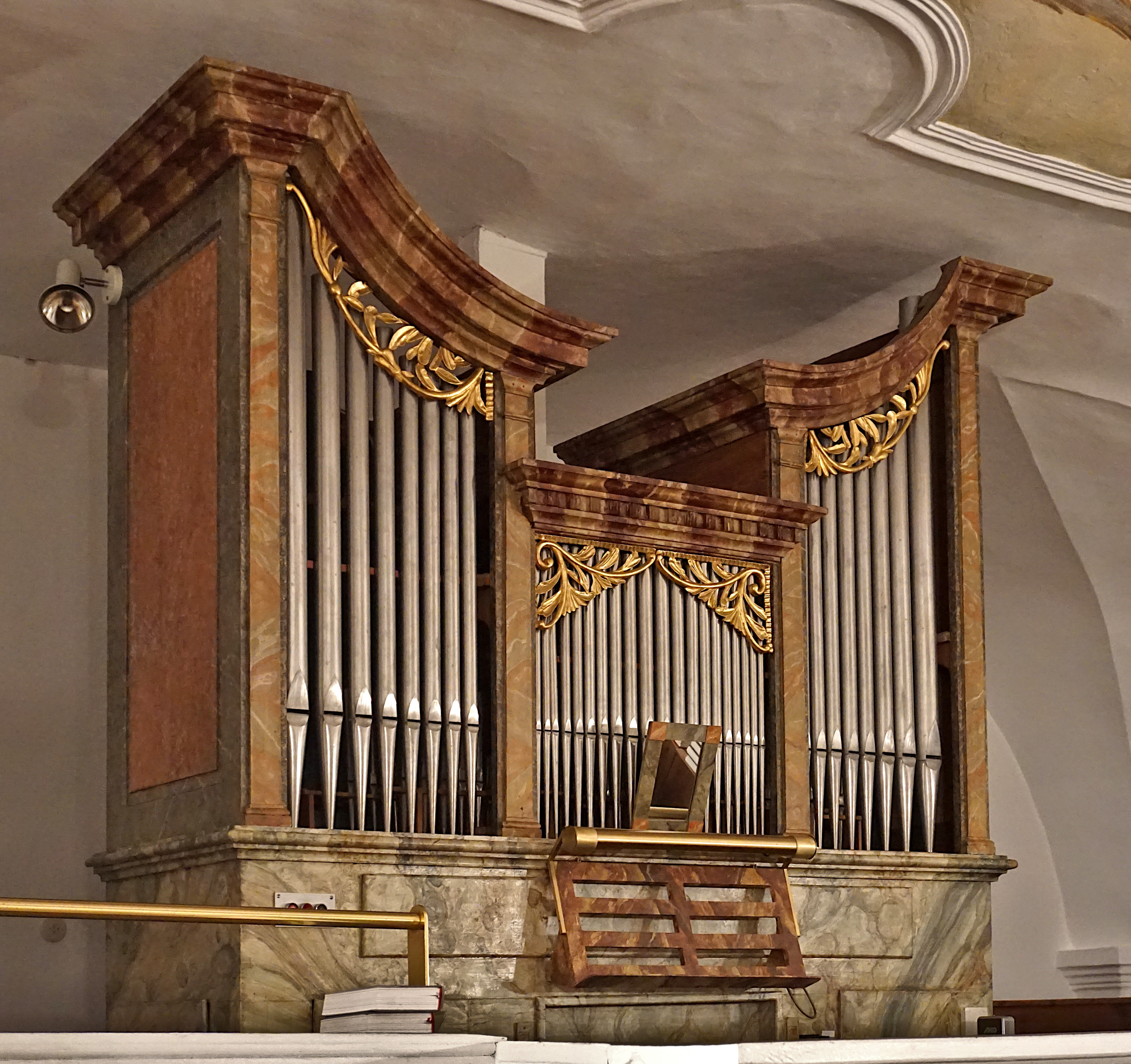

Die Orgel mit fünf Registern auf einem Manual und einem angehängten Pedal wurde um 1820 von einem unbekannten Orgelbauer neu gebaut. Die Disposition lautet:
| Manual C,D,E,F,G,A–c3 |    |
| Gedackt               | 8′ |
| Principal             | 4′ |
| Flöte                 | 4′ |
| Octav                 | 2′ |
| Mixtur                | 1′ |

| Pedal C,D,E,F,G,a |
| angehängt         |

## Glocken
Die drei Glocken wurden in der Glockengießerei Johann Hahn in Landshut gegossen. Die älteste ist die kleine Glocke von 1921 mit einem Durchmesser von 57 cm und einem Gewicht von ca. 90 kg. Die ca. 200 kg schwere mittlere Glocke mit 71 cm Durchmesser und die ca. 300 kg schwere große mit einem Durchmesser von 85 cm kamen 1949 als Ersatz für die 1944 für Kriegszwecke abzugebenden Glocken. Schon 1916 im Ersten Weltkrieg waren zwei Glocken eingezogen worden. 1977 wurde eine elektrische Läutemaschine eingebaut, sodass nicht mehr von Hand mit Seilen geläutet werden musste.